# Burmannia cryptopetala
Burmannia cryptopetala är en enhjärtbladig växtart som beskrevs av Tomitaro Makino. Burmannia cryptopetala ingår i släktet Burmannia och familjen Burmanniaceae. Inga underarter finns listade i Catalogue of Life.